# 岩屋寺石仏
岩屋寺石仏（いわやじせきぶつ）は、大分県大分市古国府にある平安時代後期（11世紀中頃）の磨崖仏である。大分県の史跡に指定されている。

## 概説
17体の仏像からなり、薬師如来座像を中尊とした薬師三尊像の左右に、釈迦三尊、阿弥陀三尊の二組の三尊像を配したものと推定されるが、風化が激しく像名の同定が困難なものもある。かつては国の史跡だったが、損傷が著しいため県の史跡に変更された。最も保存状態がよいものは右端の十一面観音像である。
大分元町石仏から南西に約600mほどの至近にあり、元々は両者ともに圓寿寺（岩屋寺）の敷地内に位置し、ほぼ同年代に造られたものと考えられる。
右手の崖には千仏龕（せんぶつがん）と呼ばれる無数の小さなくぼみが残されており、かっては粘土製の小仏像が収められていたと推測されている。